# Wijlen Wij (Album)
Wijlen Wij (niederländisch ‚Das späte Wir‘ oder ‚Wir Verstorbenen‘) ist das Debütalbum der belgischen Funeral-Doom-Band Wijlen Wij.

## Geschichte
Die von Kostas Panagiotou, Stijn van Cauter und Lawrence van Haecke als Nebenprojekt zu Pantheist, Until Death Overtakes Me und Solicide gegründete und noch vor den ersten Aufnahmen um Kris Villez erweiterte Band Wijlen Wij, begann im Anfang des Jahres 2004 in van Cauters Heimstudio Templa Libitina mit den Aufnahmen ihres Debüts. Es dauerte, durch mehrere Unterbrechungen, zwei Jahre, bis die Aufnahmen beendet werden konnten. Insbesondere der Umzug von Panagiotou nach England verzögerte den Kompositionsprozess. Nachdem die Aufnahmen und Abmischung abgeschlossen waren, wurden die Stücke in den Priory Recording Studios in Birmingham von Greg Chandler gemastert. Stephen Burrell gestaltete ein minimalistisch grünes Coverbild und das britische Label Aesthetic Death Records veröffentlichte das selbstbetitelte Album am 6. Juni 2007.

## Albuminformationen
Das am 6. Juni 2007 veröffentlichte Debütalbum der Band enthält sechs separate Stücke, die eine Gesamtspielzeit von 1:12:39 Stunden haben. Die minimalistische Gestaltung übernahm Stephen Burrell. Das Cover ist eine grün melierte Fläche. der Namensschriftzug nimmt die untere Bildfläche ein. Die Texte verfasste Lawrence van Haecke. Die Musik schrieben die Musiker gemeinsam.

### Titelliste
1. L’anathème: 05:45
2. Wijlen wij: 11:38
3. Offertorium: 14:17
4. Falling Stars: 08:50
5. Aware of the Void: 10:57
6. Bridges: 21:12

### Stil
Der Stil des Albums wird dem Funeral Doom, in der „Verbindung von Pantheist und Until Death Overtakes Me“, zugerechnet. Diese Kombination vollziehe die Band „indem sie den dichten, majestätischen Klang von Pantheïst mit den verschwenderischen Atmosphären von Until Death Overtakes Me kombiniere.“ Langsames Schlagzeugspiel, „tragisch langsame“ Riffs mit einer „Beyond-Black-Void-artigen, unscharfen, dröhnenden Verzerrung“, tiefe Growls, gelegentlich klare gesungenem Gesang und schwer greifbaren Synthesizer-Spiel.

## Wahrnehmung
Als „Funeral Doom von großer Tiefe“ lobte Stefano Cavanna das Album in seiner Genre-Enzyklopädie Il suono del Dolore. Trent’anni di Funeral Doom. Insbesondere die beiden abschließenden Stücke Aware of the Void und Bridges wurden von ihm hervorgehoben, da diese alle Stimmungen des Albums „verdichten und sich so als eine ideale und effektive Zusammenfassung der Absichten von Wijlen erweisen.“ Für das Webzine Metalstorm wurde das Album als hochwertig gelobt. die Band zeige sich „nicht als die ultimative Funeral-Doom-Band“, das Debüt erweise sich allerdings als „verdammt unterhaltsam“.